# Тропические болезни
Тропи́ческие боле́зни — группа инфекционных заболеваний, преобладающих в тропических и субтропических районах или встречающихся только там.

DALY для тропических заболеваний на 100 тыс. населения. Включены трипаносомозы, болезнь Шагаса, шистосомоз, лейшманиоз, лимфатический филяриатоз, онхоцеркоз.
no data
≤100
100-200
200-300
300-400
400-500
500-600
600-700
700-800
800-900
900-1000
1000-1500
≥1500

Эти болезни редки в районах с умеренным климатом, прежде всего из-за наличия холодного сезона, ограничивающего количество насекомых. Такие насекомые, как комары и мухи, являются частыми переносчиками большого числа заболеваний. Они распространяют простейших, бактерий или вирусы, которые затем передают человеку или крупным животным — чаще всего при укусе, когда насекомое впрыскивает некоторые секреты в кровоток.

## Характеристика
Характерной чертой патологии человека в жарком климате является несравненно большее разнообразие болезней: здесь встречаются и почти все болезни, известные в зоне умеренного климата, и те болезни, которые практически не существуют вне тропиков. К тому же клиническая картина ряда инфекционных заболеваний (дифтерия, корь), наблюдаемая в тропиках, существенно отличается от типичной для стран с умеренным климатом. Далее, для патологии тропиков характерны высокие экстенсивность и интенсивность болезней, что обусловлено исключительно благоприятными природными предпосылками для распространения возбудителей этих болезней.
Усиливающееся освоение влажных тропических лесов, возрастающие объёмы иммиграции из тропических стран, развитие торговли с этими странами и увеличение числа туристических поездок ведут к возрастанию опасности заноса тропических болезней и в страны умеренного климата.

### Инфекционные и паразитарные болезни в тропической медицине
Большую долю тропической медицины составляют инфекционные и паразитарные заболевания. Распространенность заразных тропических болезней в зоне тропиков и субтропиков обусловлено комплексом благоприятных для них природных условий. Только в жарком климате могут существовать много теплолюбивых возбудителей (определенные бактерии, вирусы, простейшие, гельминты), их промежуточные хозяева (например, тропические моллюски «Bullinus tropicalis», «Physopsis africana» при шистосомозах), переносчики возбудителей (вроде мухи цеце, тропических москитов и тому подобное) и теплокровные хозяева — источники и резервуары возбудителей (например, многососковая мышь «Mastomys natalensis» — естественный источник лихорадки Ласса, фруктоидная летучая мышь — природные резервуары, болезнь которой вызывает вирус Эбола и др.

### Условия распространения заразных тропических болезней
Распространенность заразных тропических болезней обусловлена также социальными факторами. Низкий уровень жизни и образования, слабость здравоохранения в развивающихся странах являются причинами широкого распространения тех тропических болезней, которые уже ликвидированы в странах умеренного климата. Ведь часть инфекционных и паразитарных болезней, которые классифицируются как тропические болезни, являются эндемичными для стран, расположенных в умеренной климатической зоне: малярия, некоторые гельминтозы и тому подобное. Многие из этих заболеваний находятся под контролем или даже ликвидированы в развитых странах вследствие внедрения эффективных мер охраны здоровья, улучшения санитарно-гигиенических условий жизни и питания. Так как климат не является ведущей причиной эндемичности этих заболеваний в тропических регионах, все чаще появляются предложения переименования данного клинического раздела медицины в «географическую медицину» или «медицину третьего мира».

### Общие особенности течения тропических болезней
Некоторые тропические болезни не являются инфекционными, сюда относятся осложнения, которые возникают после укусов змей.
В тропическом и субтропическом климате, из-за воздействия высокой температуры окружающей среды и повышенной влажности воздуха, увеличивается нагрузка на организм, что значительно осложняет течение многих заболеваний. Например, корь в тропических регионах протекает тяжелее, чем в регионах умеренного климата, из-за трудностей с отведением избыточного тепла из организма, которое образуется во время присущей кори лихорадки. Как результат, возникают проблемы с терморегуляцией, что может привести к смерти больного, особенно детского возраста, из-за перегрева. Кроме того, в тропических зонах, из-за специфики климата, заживление поверхностных ссадин происходит медленнее, чем в районах с умеренным климатом.

## Тропические болезни
Примеры тропических болезней:
- Малярия
- Сонная болезнь (африканский трипаносомоз)
- Болезнь Шагаса (американский трипаносомоз)
- Лейшманиоз
- Туберкулёз (сильно распространён в зоне тропиков, хотя нередко встречается и в других климатических поясах)
- Лепра
- Жёлтая лихорадка
- Геморрагическая лихорадка Марбург
- Геморрагическая лихорадка Эбола
- Шистосомоз
- Филяриатозы
- Онхоцеркоз